# Stikstoffixatie

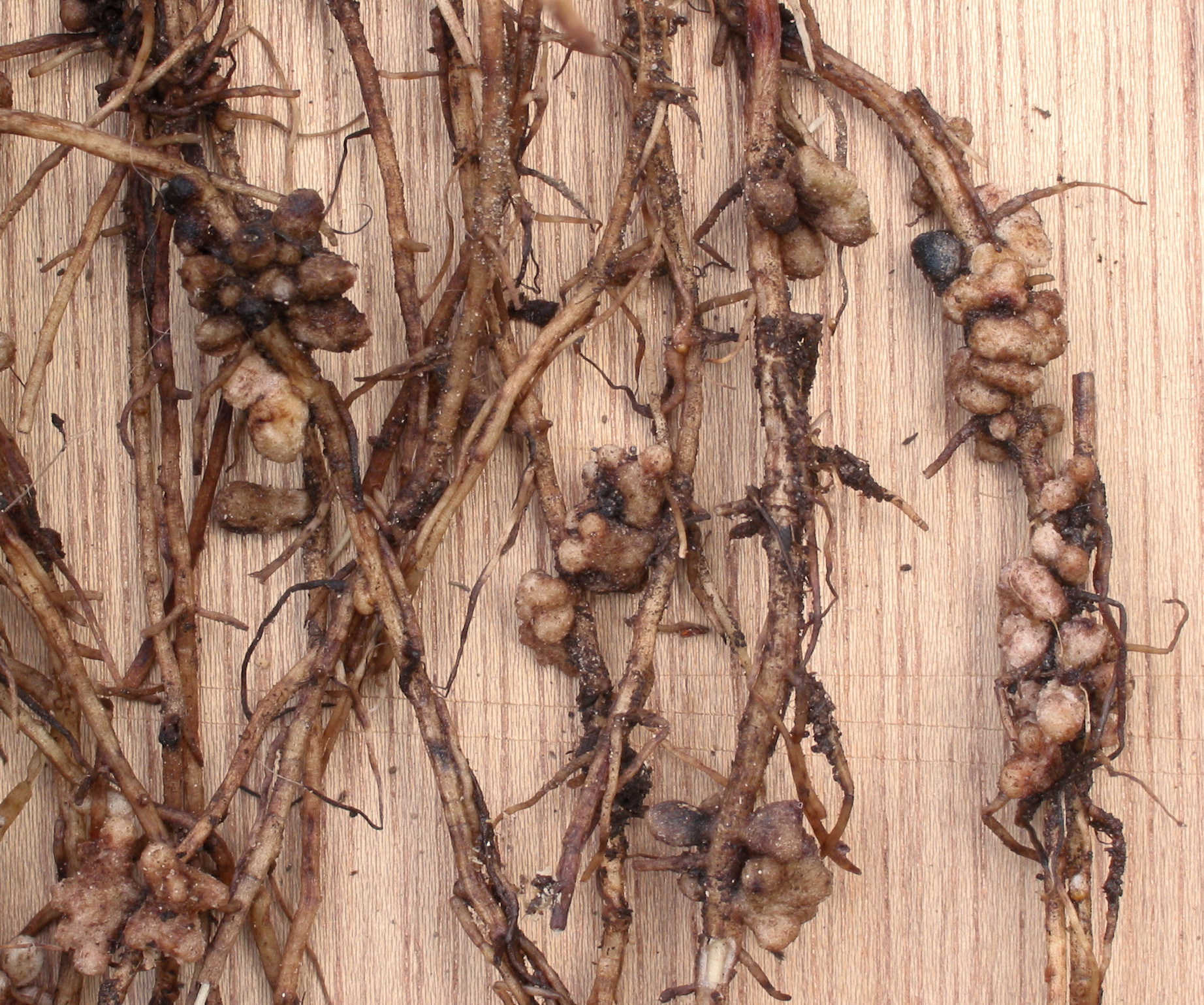
Stikstofwortelknolletjes bij tuinboon

Stikstoffixatie is, in de biologie, het chemisch vastleggen door bacteriën van gasvormige distikstof (N2) uit de lucht, in stikstofverbindingen die als voedingsstoffen door planten worden gebruikt. Het element stikstof (N) is in gebonden vorm nodig voor de aanmaak door de plant van biomoleculen, met name van aminozuren (en van daaruit eiwitten) en DNA. Het gas distikstof kan - anders dan koolstofdioxide bij de fotosynthese - niet direct door planten uit de lucht worden opgenomen. 
Veel planten, waarvan de vlinderbloemigen (Leguminosae of Fabaceae) de bekendste zijn, leven in symbiose met bacteriën van het geslacht Rhizobium. Deze heterotrofe bodembacteriën komen voor in speciale stikstofwortelknolletjes (rhizobia), waar ze luchtstikstof omzetten in de stikstofverbinding ammonium. De energie die de symbiotische bacteriën voor de aanmaak van ammonium nodig hebben, halen ze uit koolhydraten die de plant, waarmee ze in symbiose leven, hen aanlevert. Ammonium wordt vervolgens door andere soorten, vrijlevende autotrofe bodembacteriën, via nitrificatie verder omgezet in de stikstofverbinding nitraat. Dit nitraat wordt, opgelost in bodemvocht, door de plant via zijn wortels opgenomen.
Bij bomen, zoals bij elzen, vindt stikstofbinding plaats door bacteriën van de soort Frankia alni.

## Toepassing in de akkerbouw

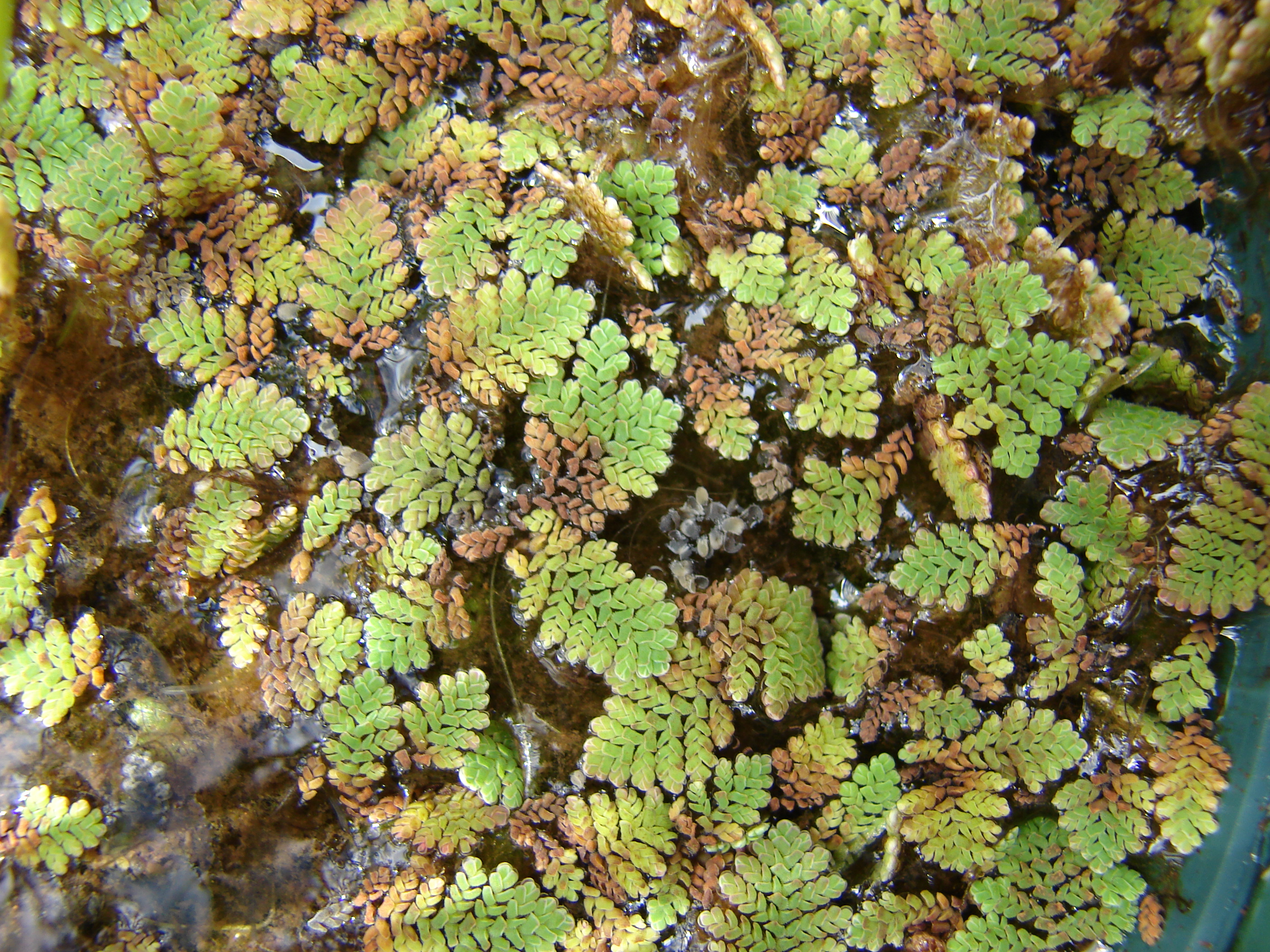
Azolla pinnata

Stikstoffixatie is de reden dat in de akkerbouw traditioneel de teelt van vlinderbloemigen (zoals bonen, lupine) werd gecombineerd of afgewisseld met andere oogstplanten. Dit gebeurde ofwel door gemengde cultuur van vlinderbloemigen met andere gewassen of door vruchtwisseling van de twee soorten gewassen in opeenvolgende jaren op een stuk grond. Zo profiteerden de andere gewassen van de gebonden stikstof die door de vlinderbloemige in de grond was gebracht.
Ook bij kroosvarensoorten komt stikstofbinding voor. In de bladholten van bijvoorbeeld de grote kroosvaren leeft het symbiotische blauwwier Anabaena azollae. Deze bacterie bindt luchtstikstof, die direct of later beschikbaar komt voor de plant. Per jaar kan tot 50 kg stikstofverbindingen per ha gebonden worden. In Oost-Azië wordt de kroosvarensoort Azolla pinnata als groenbemesting in de natte rijstteelt gebruikt. Bij het afsterven van de planten komen de stikstofverbindingen in de grond terecht.
Tegenwoordig fixeert men voor de akkerbouw de meeste stikstof kunstmatig door het Haber-Boschproces, waarbij ammoniak, een grondstof voor kunstmest, wordt gevormd uit distikstof en diwaterstof onder hoge druk en temperatuur. De biologische stikstoffixatie overtreft in kwantitatieve zin echter wereldwijd nog steeds de synthetische. Verder wordt nog distikstof uit de lucht in stikstofverbindingen omgezet door de bliksem.